# Fractie voor de technische coördinatie en de verdediging van onafhankelijke fracties en leden
De Fractie voor de technische coördinatie en de verdediging van onafhankelijke fracties en leden was een fractie in het Europees Parlement.

## Geschiedenis
De fractie voor de technische coördinatie en de verdediging van onafhankelijke fracties en leden werd gevormd in 1979, en had de afkorting CDI. Het was een coalitie van partijen die centrum- tot zeer links waren die niet verbonden waren met een belangrijke internationale partijfederatie. In 1984 stapten de meeste leden van de CDI over naar de Regenbooggroep. De groep was enkel een alliantie van onder meer de Italiaanse radicaal Marco Pannella, de Ierse republikein Neil Blaney en de Deense linkse euroscepticus Jens-Peter Bonde.

## Leden
| Land       | Nationale partij             | Zetels | Zetels |
| Land       | Nationale partij             | 1979   |        |
| ---------- | ---------------------------- | ------ | ------ |
| België     | Volksunie                    | 1      |        |
| Denemarken | Volksbeweging tegen de EU    | 4      |        |
| Ierland    | Onafhankelijk Fianna Fáil    | 1      |        |
| Italië     | Proleratische Eenheidspartij | 1      |        |
| Italië     | Proletarische Democratie     | 1      |        |
| Italië     | Radicale Partij              | 3      |        |
| totaal     | totaal                       | 11     |        |